# Robert Colbert
Pour les articles homonymes, voir Colbert.
Robert Lewis Colbert est un acteur américain né le 26 juillet 1931 à Long Beach, en Californie.

## Biographie
Il a été disc-jockey à l'armée pour la station de radio KSBK.
Son rôle le plus célèbre a été sa participation à la série télévisée, Au cœur du temps tournée en 1966-1967.
Artiste un peu en dehors du système hollywoodien, Robert Colbert n'a jamais essayé d'être une star adulée, préférant pouvoir sortir naturellement dans la rue sans être importuné par des admirateurs.
Il a reçu un Golden Boot Awards en 2002.

## Filmographie partielle
Il a eu le rôle principal dans la série  Maverick 1960-1961 et dans la série TV, Au cœur du temps 1966-1967.
Il fait des apparitions dans de très nombreuses séries télévisées : Maverick, Mon Martien favori, Le Virginien, Perry Mason, Bonanza, Hawaï police d'État, Mission : Impossible, Mannix, Mike Hammer, Les Feux de l'amour, Simon et Simon, Hunter, Dallas, Dans La Chaleur De La Nuit, Frasier, Alerte à Malibu,  etc.
- 1992 : Timescape, de David Twohy